# Прапор Федерації Вест-Індії

Прапор Федерації Вест-Індії

прапор ВМС

Прапор Федерації Вест-Індії використовувався між 1958 і 1962 роками. Він містив чотири однаково розташовані вузькі білі хвилясті смуги з великим помаранчево-золотим диском над двома середніми лініями в центрі прапора, горизонтально через блакитне поле, що символізує Карибське море та сонце, що світить на хвилях. Прапор спочатку був розроблений Една Менлі . Прапор зображено як 1:2; дві верхні білі смуги відображають нижні.
Офіційний опис, поданий у Вест-Індській газеті, такий: «Схвалений прапор має синій фон з чотирма білими горизонтальними хвилястими смугами (верхня пара смуг паралельна, а нижня пара також паралельна) і помаранчеве сонце в центрі». «Синій», якщо не кваліфіковано, зазвичай означає той самий синій, що й у синьому прапорі . Однак, незалежно від того, що вимагалося від установчої резолюції, було зроблено багато копій, які суперечили їй, оскільки варіанти часто показують блідо-блакитне або імператорське блакитне поле.
Військово-морський прапор (використовувався кораблями берегової охорони) був британським білим прапором із федеральним прапором у кантоні.
Днями вивішування прапора були Пам'ятні дні — звичайні дні вивішування британського прапора та Федеральні дні — 3 січня, заснування Федерації; 23 лютого День Федерації; і 22 квітня, інавгурація Федерального парламенту. На будинках з двома флагштоками мали майоріти Юніон Джек і прапор Федерації в пам'ятні дні та федеральні дні; Юніон Джек біля персоналу ліворуч, якщо дивитися на будівлю. На будівлях із лише одним флагштоком у пам'ятні дні майорів Юніон Джек, а у федеральні дні — прапор Федерації.
Відеоролики прапора на літніх Олімпійських іграх 1960 року показують червоний або бронзовий диск, більш світло-блакитний, а прапор симетричний щодо обох осей. Прапор Федерації Вест-Індії майорів на тестовому матчі з крикету між Австралією та Вест-Індією, який проходив на Барбадосі в 1999 році. Незважаючи на розпуск Федерації в 1960-х роках і деякі країни та території, які не були частиною Федерації, країни Карибського басейну змагаються разом як одна команда з крикету Вест-Індії, але під іншим прапором .